# Siergiej Jefimow
Siergiej Aleksandrowicz Jefimow (ros. Сергей Александрович Ефимов, ur. w lipcu 1899 w Moskwie, zm. w listopadzie 1975 tamże) – funkcjonariusz radzieckich organów bezpieczeństwa, generał major.

## Życiorys
1918–1922 żołnierz Armii Czerwonej, od 1922 służył w organach GPU/Głównego Zarządu Bezpieczeństwa Państwowego, 1930-1935 pomocnik pełnomocnika operacyjnego 3, 4 i 5 Oddziału Wydziału Operacyjnego Głównego Zarządu Bezpieczeństwa Państwowego/NKWD ZSRR, 1935–1936 komendant daczy Stalina w Kuncewie, 1936-1938 funkcjonariusz do zadań specjalnych Grupy Specjalnej Wydziału 1 Głównego Zarządu Bezpieczeństwa Państwowego, od 7 sierpnia 1937 starszy porucznik bezpieczeństwa państwowego, 26 kwietnia 1938 awansowany na kapitana bezpieczeństwa państwowego. Pracował w ochronie kremlowskiej, od 1938 do 17 maja 1943 zastępca szefa Oddziału 1 Wydziału 1 NKWD ZSRR, 22 marca 1940 awansowany na majora bezpieczeństwa państwowego, a 14 lutego 1943 pułkownika bezpieczeństwa państwowego. Od 17 maja 1943 do 15 kwietnia 1946 był szefem Oddziału 5 Wydziału 1 Zarządu 6 NKGB ZSRR, 28 marca 1944 mianowany komisarzem bezpieczeństwa państwowego, a 9 lipca 1945 generałem majorem. Od lutego 1947 do kwietnia 1948 zastępca szefa Zarządu Ochrony nr 1 Głównego Zarządu Ochrony MGB ZSRR, od kwietnia 1948 do 6 listopada 1946 szef sekcji Gospodarczej 5 Komendantury Zarządu Ochrony nr 1 Głównego Zarządu Ochrony MGB ZSRR, od 6 listopada 1949 do 28 maja 1952 zastępca szefa Wydziału 1 Zarządu Gospodarczego Głównego Zarządu Ochrony MGB ZSRR.
31 maja 1952 zwolniony ze służby z powodu choroby. Od czerwca 1952 na emeryturze.

## Odznaczenia
- Order Lenina (21 lutego 1945)
- Order Czerwonego Sztandaru (trzykrotnie – 20 września 1943, 3 listopada 1944 i 25 lipca 1949)
- Order Wojny Ojczyźnianej I klasy (dwukrotnie – 24 lutego 1945 i 16 września 1945)
- Order Czerwonej Gwiazdy (28 sierpnia 1937)
- Order „Znak Honoru” (26 kwietnia 1940)

I 9 medali.